# Kościół Narodzenia Najświętszej Maryi Panny w Zgłowiączce
Gotycki Kościół Narodzenia Najświętszej Maryi Panny w Zgłowiączce został zbudowany w XV wieku i jest siedzibą miejscowej parafii, wchodzącej w skład dekanatu lubranieckiego diecezji włocławskiej.

## Historia
Obecny Kościół został zbudowany w XV wieku i jest drugim jaki istnieje w tym miejscu. W 1837 roku został wyremontowany, a w 1924 roku dobudowano mu wieżę. W 2017 roku wyremontowano dach Kościoła.
W 1155 roku Kościół należał do Kanoników Regularnych z Czerwińska nad Wisłą. Później był własnością Kapituły Płockiej. W 1472 roku Kościół sprzedano Kapitule Włocławskiej. W 1511 roku nabył ją ówczesny biskup poznański Jan Lubrański.
Jednym z wikariuszy pracującym w Kościele był późniejszy Prymas Polski Stefan Wyszyński.
Przy kościele stoi pomnik Tadeusza Kościuszki z 1917 (zniszczony przez Niemców i odbudowany w 2001).

## Galeria

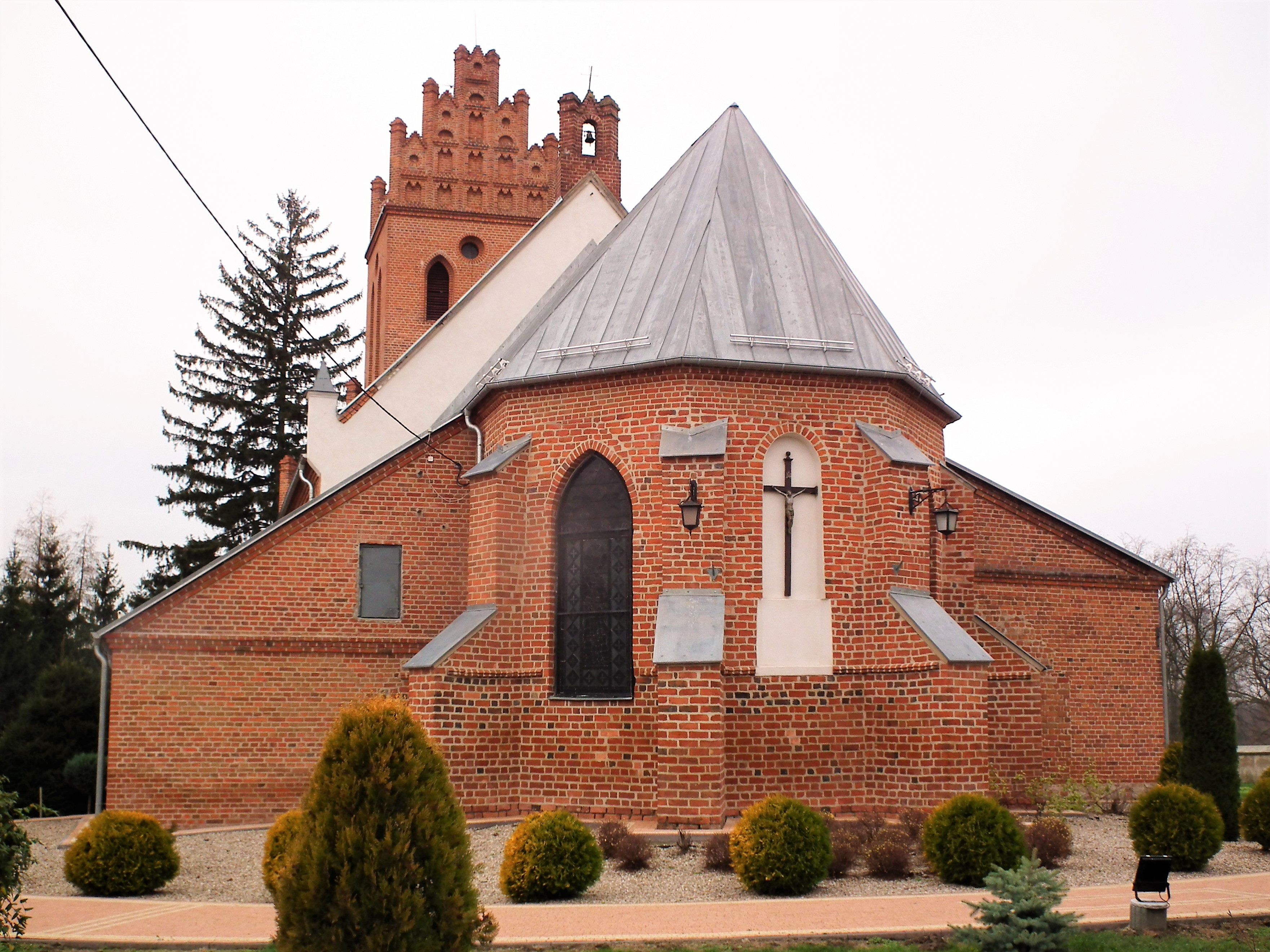
Widok od strony prezbiterium
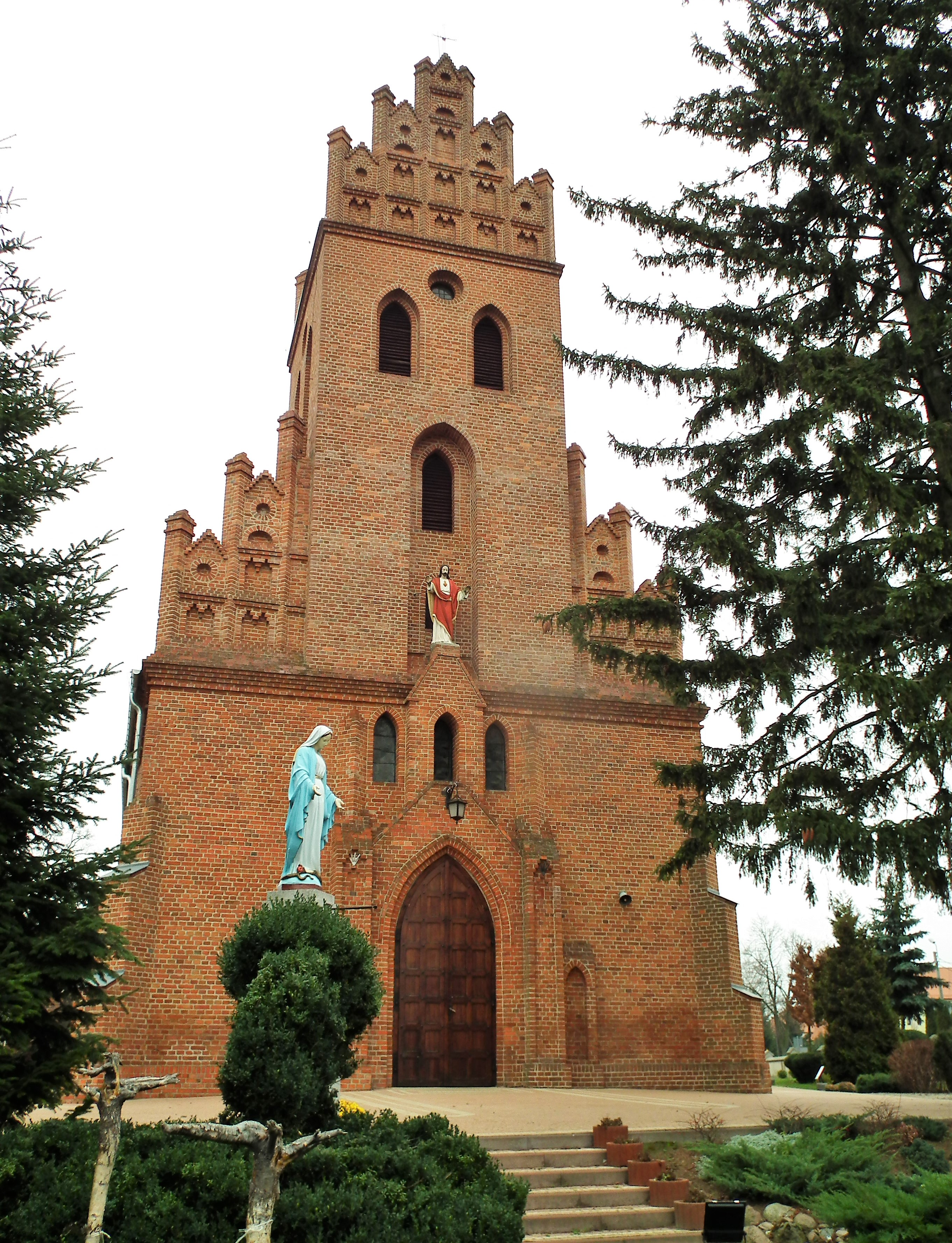
Wieża i statua maryjna
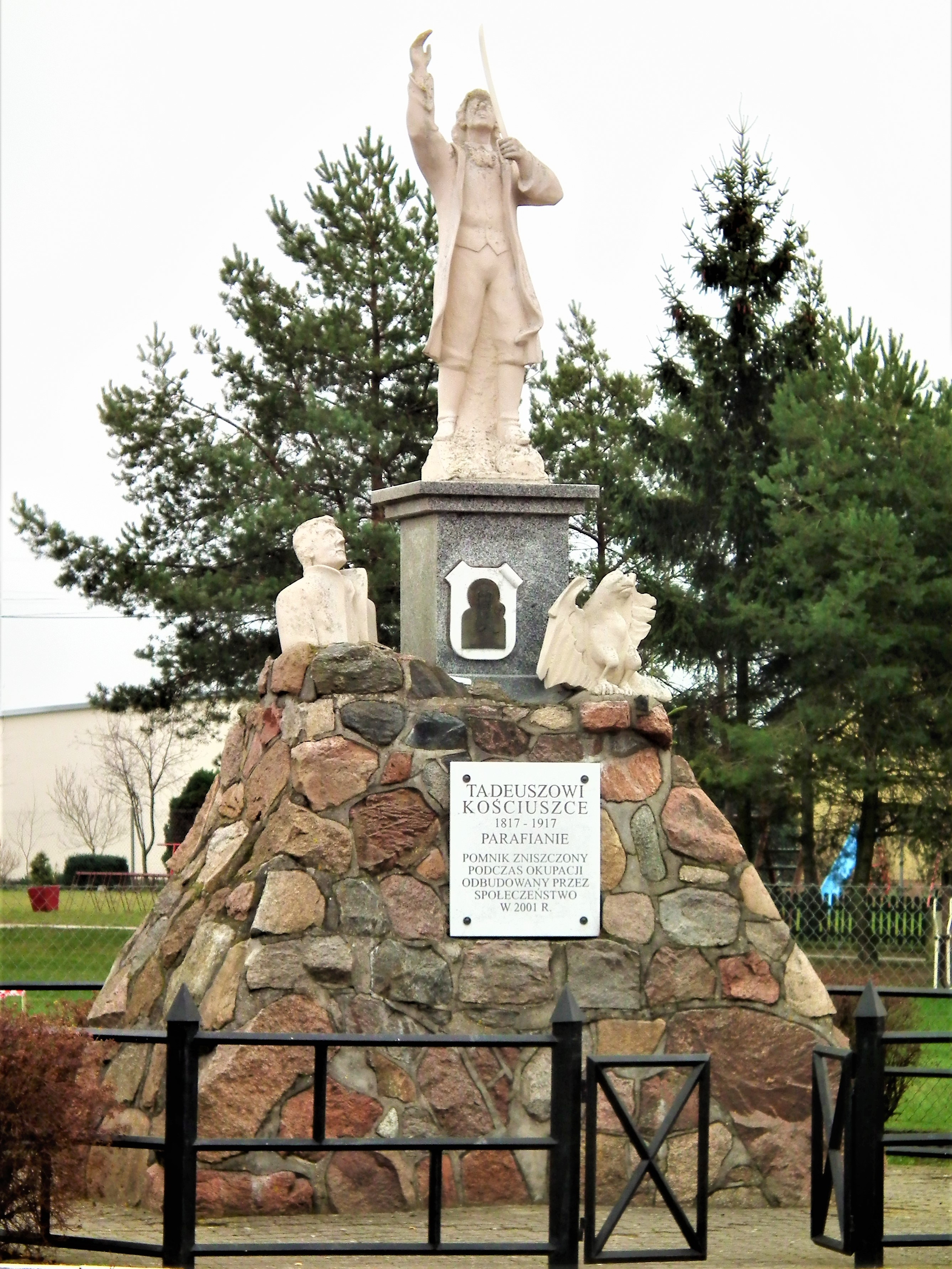
Pomnik Tadeusza Kościuszki